# Antica diocesi di Chichester

Mappa delle diocesi anglosassoni nel X secolo.

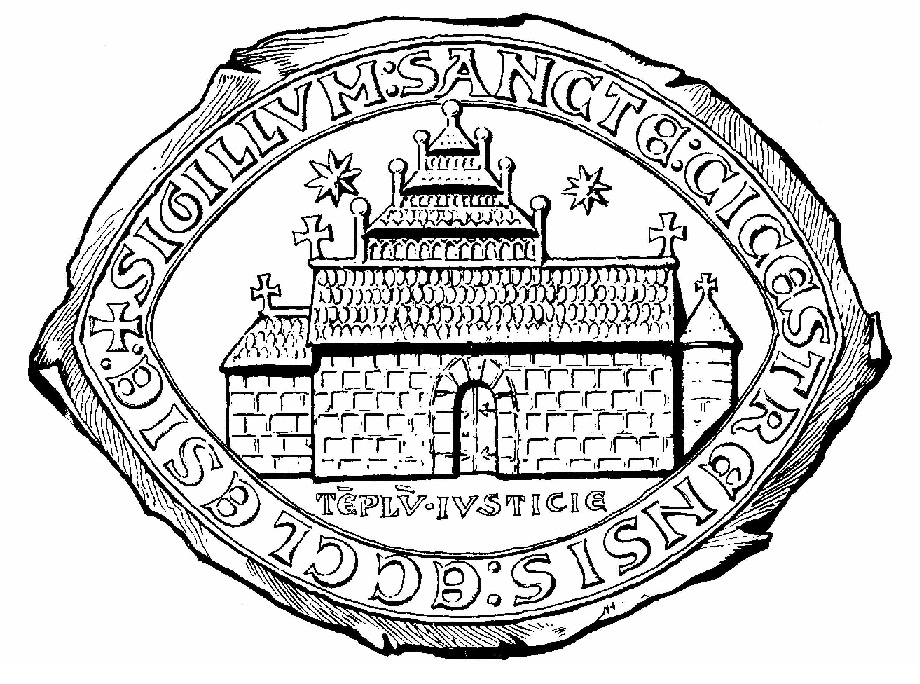
Sigillo del capitolo dell'abbazia di Selsey, fondata da san Vilfrido nel 680; impresso nel sigillo potrebbe esserci la raffigurazione dell'antico monastero.

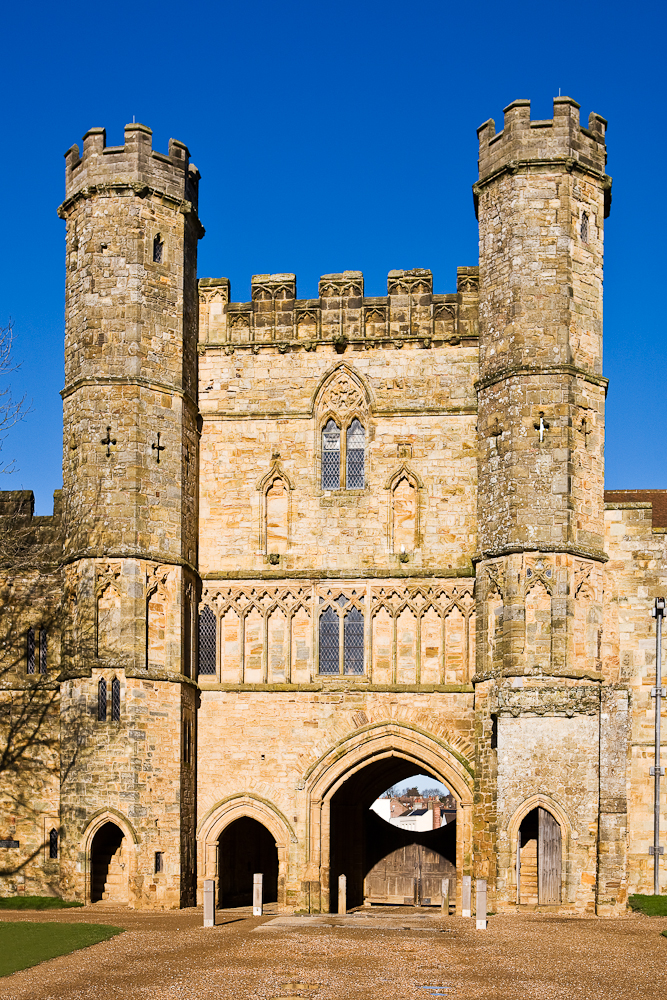
Il portale d'entrata dell'antica abbazia di Battle (Battle Abbey), sito monastico benedettino, parzialmente integro, fatto costruire sulla scena della vittoriosa battaglia di Hastings da Guglielmo il Conquistatore e dedicato a San Martino.

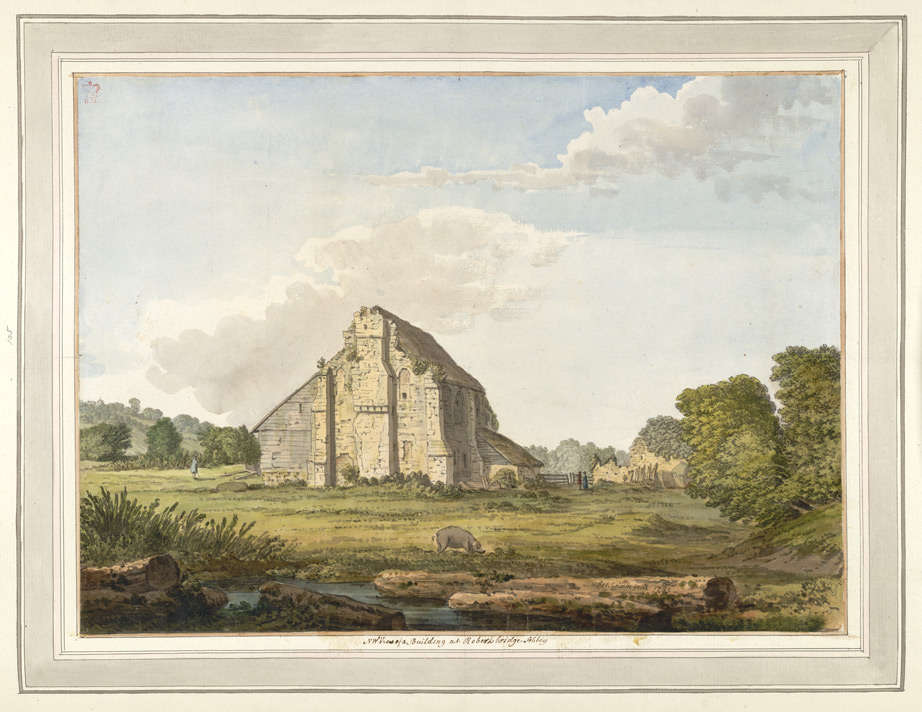
Resti dell'abbazia cistercense di Robertsbridge (Robertsbridge Abbey), fondata nel 1176, in una stampa del Settecento.

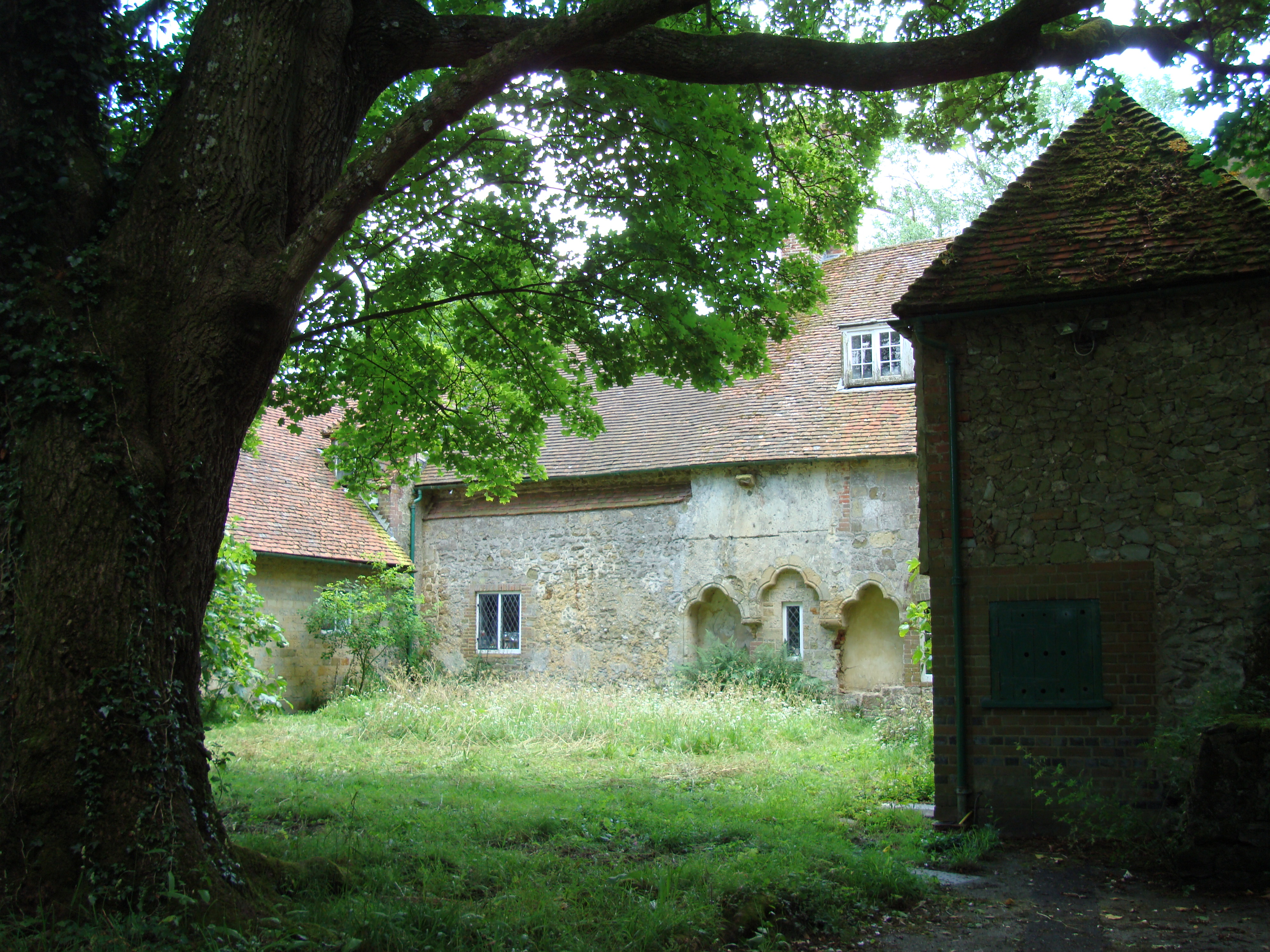
Edifici appartenuti all'antico priorato agostiniano di Shulbrede, fondato nel XIII secolo, oggi proprietà privata.

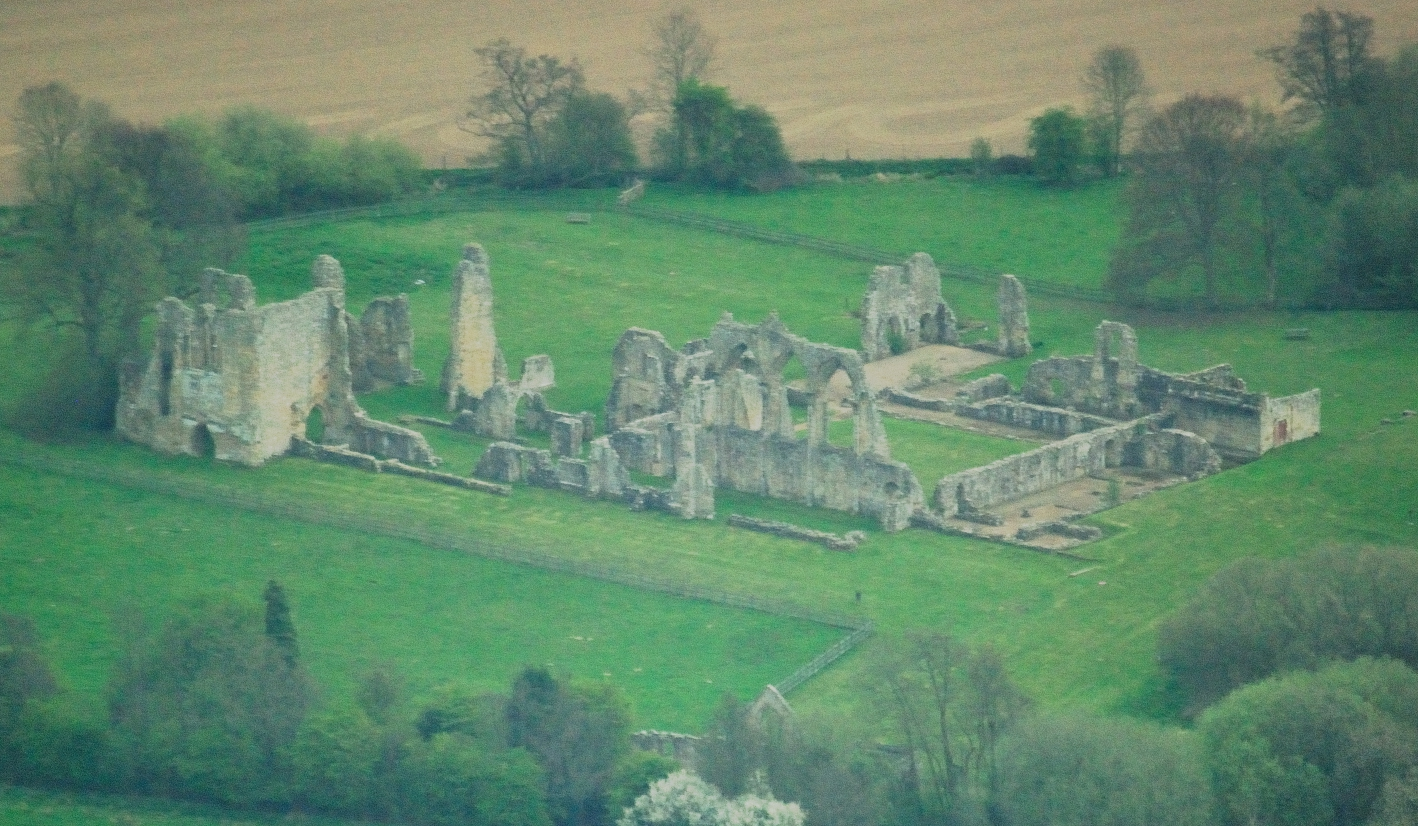
Vista aerea del sito dell'abbazia premostratense di Bayham, fondata nel 1207.

La diocesi di Chichester (in latino: Dioecesis Cicestrensis) è una sede soppressa della Chiesa cattolica, poi divenuta una sede della Chiesa anglicana.

## Territorio
La diocesi comprendeva la regione meridionale dell'Inghilterra, nell'antico regno del Sussex. Era delimitata dalle diocesi di Winchester ad ovest, di Rochester a nord e dall'arcidiocesi di Canterbury ad est.
Sede vescovile era la città di Chichester, nell'attuale contea di West Sussex, dove si trova la cattedrale della Santa Trinità.
La diocesi era suddivisa due arcidiaconati e nove decanati rurali, documentati per la prima volta nel 1291:
- l'arcidiaconato di Chichester comprendeva i decanati di Chichester, Arundel, Boxgrove, Midhurst e Storrington;
- l'arcidiaconato di Lewes comprendeva i decanati di Lewes, Dallington, Hastings e Pevensey.

Non è ben documentato il numero e la natura delle chiese della diocesi e di quelle parrocchiali. La Taxatio ordinata da papa Nicola IV nel 1291  elencava un numero di 267 chiese, molte delle quali di proprietà dei diversi monasteri presenti nella diocesi.
Caratteristica della diocesi medievale di Chichester era la presenza di enclavi nel proprio territorio non soggette alla giurisdizione del vescovo (Jurisdictional peculiars), ma sottoposte ad altri proprietari; tra questi i maggiori beneficiari erano gli arcivescovi di Canterbury, che possedevano diversi terreni, castelli e proprietà di vario genere, e i vescovi di Londra e di Exeter.
La diocesi era ricca di monasteri ed abbazie. Tra queste, si annoveravano le abbazie benedettine di Battle e di Lewes; quella cistercense di Robertsbridge; le abbazie agostiniane di Shulbrede, Hardham, Hastings, Michelham e Pynham; e quelle premostratensi di Bayham e di Durford. Tutti questi istituti monastici furono soppressi con la dissoluzione dei monasteri in Inghilterra nel 1535.

## Storia
L'opera di evangelizzazione del regno del Sussex è tardiva rispetto al resto dei regni anglosassoni. Essa fu iniziata attorno al 680 dal vescovo Vilfrido, che si era rifugiato nel sud dell'Inghilterra dopo che era stato deposto dalla sua sede di York; fondò un monastero a Selsey dove stabilì una sede episcopale e la cattedrale dedicata a san Pietro; percorse il regno per annunciare la fede cristiana ed amministrare il battesimo, ed organizzò il clero diocesano.
Nel 685 Cadwalla, re del Wessex, invase e occupò il Sussex e lo annesse al suo regno; anche la diocesi fu soppressa ed unita a quella di Dorchester. Quando nel 709 il Sussex ottenne l'indipendenza, fu ristabilita anche la diocesi di Selsey con il vescovo Eadbeorht.
Dopo l'arrivo di Guglielmo il Conquistatore la sede episcopale fu trasferita da Selsey a Chichester, come stabilito dal concilio di Londra del 1075, che aveva deciso il trasferimento delle sedi episcopali dai piccoli centri di campagna nelle grandi e importanti città del regno, meglio controllate dai padroni Normanni. Il trasferimento della sede episcopale a Chichester avvenne in un'epoca imprecisata tra il 1075 ed il 1085, durante l'episcopato del vescovo Stigand.
Con Stigand e soprattutto con il vescovo Ralph de Luffa, la diocesi conobbe il suo massimo splendore; Ralph organizzò la diocesi, fondò la cattedrale, istituì il capitolo dei canonici, visitò più volte il territorio e beneficiò largamente i parroci nelle campagne. La sua opera di organizzazione materiale e spirituale fu continuata dai suoi successori, in particolare Seffrid II, che consacrò la cattedrale nel 1199, e soprattutto san Riccardo di Chichester († 1253), il titolare più illustre e meglio conosciuto di Chichester. Gilbert di Saint-Leonard convocò nel 1289 un sinodo diocesano allo scopo di riformare la vita religiosa e sacerdotale della diocesi.
Verso la fine del XIV secolo fecero la loro apparizione in diocesi i lollardi (i poor preachers), legati alle idee riformiste di John Wycliffe, ma considerati, come il loro fondatore, degli eretici. Nel 1401, con lo statuto De haeretico comburendo, il re Enrico IV li condannò alla pena del rogo. Si conosce un solo caso di condanna al rogo nella diocesi di Chichester, quella di Thomas Bageley nel 1432. Nella foga contro gli eretici, a farne le spese fu lo stesso vescovo Reginald Peacock (1450-1457); infatti nelle sue opere contro i lollardi, The Repressor of overmuch blaming of the clergy (1455) e The Book of faith (1456), finì per cadere lui stesso in posizioni eterodosse, e per questo venne deposto nel 1457.
Quando Enrico VIII si attribuì il titolo di Capo della chiesa d'Inghilterra, il vescovo Robert Sherborne si lasciò convincere dalle nuove idee a tal punto da predicare dal pulpito (1535) l'opportunità e la necessità della supremazia regia sulla Chiesa inglese. Alla sua morte nel 1536, gli successe il vescovo anglicano Richard Sampson; durante il suo episcopato vennero chiuse le principali abbazie e monasteri della diocesi e nel 1538 venne distrutta la cassa d'argento che conteneva le reliquie di san Riccardo di Chichester. Il suo successore George Day si rifiutò tuttavia di distruggere tutti gli altari delle chiese diocesane, come deciso da un'ordinanza del 1550; questo gli costò la perdita dell'episcopato e la prigione. Durante la restaurazione cattolica operata dalla regina Maria Tudor, George Day fu liberato e riprese il suo posto sulla cattedra di Chichester; a lui succedette l'ultimo vescovo in comunione con la sede di Roma, John Christopherson, eletto nel maggio 1557 e morto nel dicembre 1558.

## Cronotassi dei vescovi

### Vescovi di Selsey
- San Wilfrid † (681 - 685 dimesso)
- Eadberht † (circa 709 - ?)
- Eolla †
- Sigeferth † (733 consacrato - dopo il 746)
- Aluberht † (circa 747/765 - ?)
- Oswald (Osa o Bosa) †
- Gislhere †
- Tota †
- Wihthun †
- Aethelwulf † (circa 805/811 - ?)
- Coenred † (circa 816/824 - ?)
- Elmham †
- Nothbert † (circa 693 - 706)
- Heatholac † (circa 706 - 731)
- …[5]
- Beornheah I (Bernechus) † (909 consacrato - ?)
- Cuthheard † (? - 915 deceduto)
- Tilred † (915 - ?)
- Beornheah II (Beornege) †
- Aelfred † (960 - 970 deceduto)
- Eadhelm † (circa 970 - ?)
- Aethelgar † (2 maggio 980 consacrato - 988 nominato arcivescovo di Canterbury)
- Ordbriht † (989 - ?)
- Aelfmaer † (1009 - 1019 deceduto)
- Aethelric I † (1019/1032 - 5 novembre 1038 deceduto)
- Grimcytel † (1039 - 1047 deceduto)
- Heca † (1047 - 1057 deceduto)
- Æthelric II † (1058 - 24 maggio 1070 deposto)
- Stigand † (24 maggio 1070 - 1075/1085 trasferisce la sede a Chichester)

### Vescovi di Chichester
- Stigand † (1075/1085 - 1087 deceduto)
- Godfrey † (1087 - 25 settembre 1088 deceduto)
  - Sede vacante (1088 - 1091)
- Ralph de Luffa † (5 gennaio 1091 consacrato - 14 dicembre 1123 deceduto)
- Seffrid I † (12 aprile 1125 consacrato - 1145 deposto)
- Hilary † (3 agosto 1147 consacrato - 19 luglio 1169 deceduto)
  - Sede vacante (1169 - 1174)
- John de Greenford † (6 ottobre 1174 consacrato - 26 aprile 1180 deceduto)
- Seffrid II † (16 novembre 1180 consacrato - 17 marzo 1204 deceduto)
- Simon de Wells † (11 luglio 1204 consacrato - 21 agosto 1207 deceduto)
  - Sede vacante (1207 - 1214)
- Richard Poore † (25 gennaio 1215 consacrato - maggio o giugno 1217 nominato vescovo di Salisbury)
- Ranulf of Wareham † (7 gennaio 1218 consacrato - 15 aprile 1222 deceduto)
- Ralph Neville † (21 aprile 1224 consacrato - 1º febbraio 1244 deceduto)
- San Richard de la Wych † (5 marzo 1245 consacrato - 3 aprile 1253 deceduto)
- John Clipping † (21 maggio 1253 - prima del 22 maggio 1262 deceduto)
- Stephen Bersted † (24 settembre 1262 consacrato - 30 ottobre 1287 deceduto)
- Gilbert of Saint Leonard † (5 settembre 1288 consacrato - 12 febbraio 1305 deceduto)
- John Langton † (19 settembre 1305 consacrato - 17 giugno 1337 deceduto)
- Robert de Stratford † (30 novembre 1337 consacrato - 9 aprile 1362 deceduto)
- William Lenn † (16 maggio 1362 - 11 ottobre 1368 nominato vescovo di Worcester)
- William Reade † (11 ottobre 1368 - 18 agosto 1385 deceduto)
- Thomas Rushhook, O.P. † (7 novembre 1385 - 1388 nominato vescovo di Kilmore)
- Richard Mitford † (18 dicembre 1389 - 3 novembre 1395 nominato vescovo di Salisbury)
- Robert Waldby, O.E.S.A. † (3 novembre 1395 - 5 ottobre 1396 nominato arcivescovo di York)[6]
- Robert Reed † (5 ottobre 1396 - 21 giugno 1415 deceduto)
- Stephen Patrington, O.Carm. † (15 dicembre 1415 - 22 novembre 1417 deceduto)
- Henry Ware † (2 aprile 1418 - luglio 1420 deceduto)
- John Kemp † (28 febbraio 1421 - 17 novembre 1421 nominato vescovo di Londra)
- Thomas Polton † (17 novembre 1421 - 27 febbraio 1426 nominato vescovo di Worcester)
- John Rickingale † (27 febbraio 1426 - 3 luglio 1429 deceduto)
- Simon Sydenham † (14 ottobre 1429 - 26 gennaio 1438 deceduto)
- Richard Praty † (21 aprile 1438 - agosto o settembre 1445 deceduto)
- Adam Moleyns † (24 settembre 1445 - 8 gennaio 1450 deceduto)
- Reginald Peacock † (23 marzo 1450 - 4 dicembre 1457 deposto)
- John Arundel † (15 gennaio 1459 - 18 ottobre 1477 deceduto)
- Edward Story † (11 febbraio 1478 - 16 marzo 1503 deceduto)
- Richard FitzJames † (29 novembre 1503 - 5 giugno 1506 nominato vescovo di Londra)
- Robert Sherborne † (18 settembre 1508 - 21 agosto 1536 deceduto)
  - Richard Sampson † (1536 - 1543) (vescovo anglicano)
  - George Day † (1543 - 1551) (vescovo anglicano, poi tornato cattolico)
  - John Scory † (1552 - 1553) (vescovo anglicano)
- George Day † (24 agosto 1553 - 2 agosto 1556 deceduto)[7]
- John Christopherson † (7 maggio 1557 - dicembre 1558 deceduto)